# William Byrd
William Byrd (Lincoln, 1543 körül – Stondon Massey, Essex, 1623. július 4.) reneszánsz zeneszerző, az angol katolikus zene utolsó képviselője. Kortársai szerint „az angol nemzet leghíresebb muzsikusa és orgonistája” és „az angol zene atyja” volt. Fiatal éveiről szinte semmit sem tudni. Az biztos, hogy húszéves korától a lincolni székesegyházban orgonista volt. 1570-ben Londonba költözött, ahol a Chapel Royal kórusának gentlemanje lett. Lincolni fizetése egy részét még ezután is kapta egy ideig, cserébe anglikán templomi zenei kompozíciókat vártak tőle. Két év múlva a Chapel Royal orgonistája lett – Thomas Tallis mellett. Ebben az időszakban Tallis tanítványa is volt. Szoros kapcsolat alakult ki a két komponista között, ami az üzleti életre is kiterjedt: 1575-ben 21 évre közös kottanyomtatási és kiadási privilégiumot kaptak egész Anglia területére.
Byrd és családja katolikus vallású volt. Munkálkodása azonban az anglikán vallás erőszakos előretörése idejére esett. Byrd katolicizmusát I. Erzsébet királynő „elnézte”, hiszen ő volt a világi zene Erzsébet-kori aranykorának elismert komponistája. 1577-ben a middlesexi Harlingtonban telepedett le, innen járt be Londonba munkáját elvégezni. A költözés oka valószínűleg a fokozódó katolikusüldözés volt. Feleségét még nyilvántartásba is vették, mert nem vett részt az anglikán rítusú istentiszteleteken. A zaklatások folytatódtak, még házkutatásokat is tartottak náluk. Felesége, Julian halála után újra megnősült, majd 1593-ban Essexbe, Stondon Masseybe költözött, és itt élt haláláig.
Azt, hogy William Byrd kisebb-nagyobb kellemetlenségekkel túlélte a katolikusellenességet – a királynői pártfogáson túl – annak is köszönhette, hogy a katolikus egyházi zenén kívül színvonalasan munkálkodott az anglikán zenén is. Műveit katolikus és anglikán pártfogóinak ajánlotta. Sokoldalú komponista, akinek munkásságában megtalálhatók a vokális és az instrumentális, illetve a vallásos művek mellett a világi művek is. Ez utóbbi vokális darabok sajátossága az, hogy a szóló éneket – az akkoriban megszokott lantkíséret helyett – violaegyüttes (konzort) kísérte. Hangszeres művei javát violára írta, de mintegy 150 billentyűs hangszerekre készült darabja is van. Sok angol nyelvű vallásos (anglikán) szöveget zenésített meg, de legszebb darabjai a katolikus liturgia számára készült latin szövegű zeneművek. Őt tekintik a korabeli Európa legjelentősebb zeneszerzőjének, a Purcell előtti angol egyházi zene legnagyobb alakjának.

## Élete és munkássága

### Származása
John Harley kutatásai jelentős mértékben hozzájárultak ahhoz, hogy ma már sokkal többet tudunk Byrd életéről, mint korábban. Megállapította, hogy egy bizonyos Thomas Byrd, az Ingatestone-i (Essex tartomány) Richard Byrd unokája, a 15. században valószínűleg Londonba költözött. A rákövetkező generációkat nemesemberekként emlegetik. William Byrd Londonban született, egy későbbi Thomas Byrd és felesége Margery gyermekeként. Sajnos, róluk semmi egyebet nem tudunk. Byrd születésének pontos éve sem ismert. 1622. november 15-én kelt végakaratában úgy fogalmaz, hogy életemnek 80. évében, amiből arra következtethetnénk, hogy 1542-ben vagy 1543-ban születhetett. Azonban egy szintén tőle származó másik, korábbi (1598. október 2.) dokumentumban magát olyan 58 évesnek mondja, amiből 1539-re vagy 1540-re gondolhatunk. Két fiútestvére volt, Symond és John, valamint négy leánytestvére, Alice, Barbara, Mary és Martha.

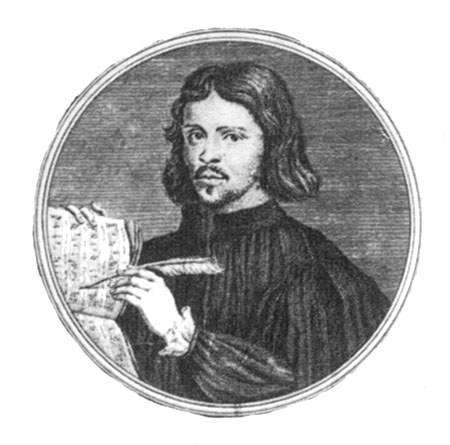
Thomas Tallis

Nincs biztos tudásunk Byrd korai zenei képzéséről. Fivérei a Szent Pál katedrális kórusában énekeltek, ahogy ő maga is tagja lehetett a kórusnak, Simon Westcote vezetése alatt. Az is lehet azonban, hogy a Chapel Royal kórusában énekelt, ugyanis az 1575-ben kiadott Cantiones sacrae bevezetőjében utalás szerepel arra, hogy Byrd Thomas Tallis tanítványa volt a Chapel Royalban. Ezen túl: Byrd legkorábbi szerzeményeinek egyike két Chapel Royal-beli énekes, John Sheppard és William Mundy közreműködésével készült (az In exitu Israel zsoltár négy férfihangra írt megzenésítése, a keresztelő kúthoz történő felvonuláshoz, húsvét hetében). Ez a mű valószínűleg Tudor Mária uralkodásának (1553-1558) vége felé keletkezett, ő ugyanis újjáélesztette az ún Sarum rítus (korrekt nevén Salisbury rítus) gyakorlatát.

### Korai évek
Néhány további kompozíciója is tizenéves korszakában születhetett. Ilyen a Christus resurgens (a4) húsvéti responzórium, amely egészen 1605-ig kiadatlan maradt ugyan, de a Sarum liturgia részeként szintén Tudor Mária uralkodása alatt keletkezhetett. A billentyűs hangszerre illetve konzortra írt himnuszok és antifónák szintén erre a periódusra datálhatók, bár az is lehet, hogy a konzortra írt darabok Lincolnban készültek a kórista fiúk zenei képzése céljából.

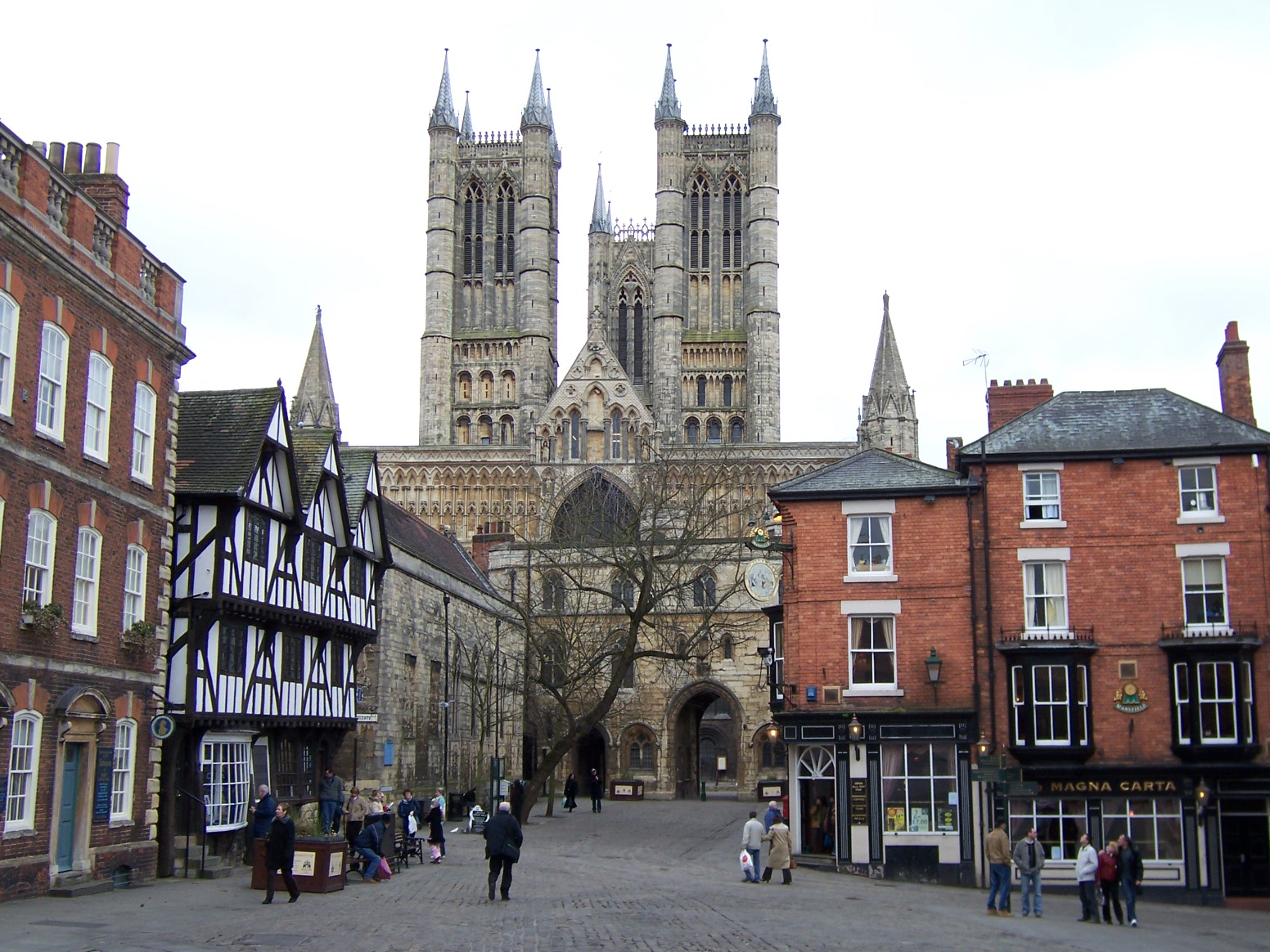
A lincolni székesegyház a Castle Hill felől

Byrd első ismert foglalkozása a Lincoln Katedrális orgonistájává és kórusvezetőjévé történt kinevezése, 1563-ban. Lincolnban a Minster Yard 6-ban lakott és 1572-ig töltötte be ezt a posztot. A lincolni időszaka nem volt teljesen mentes a gondoktól, ugyanis a katedrális vezetősége 1569. november 19-én maga elé idézte állítólag ellene irányuló bizonyos ügyek miatt, aminek következtében még a fizetését is felfüggesztették. Minthogy a puritanizmusnak jelentős befolyása volt Lincolnban, elképzelhető, hogy a vádak a gondosan kimunkált kórus-polifóniával vagy az orgonajátékkal voltak kapcsolatosak. Egy másik, november 29-én kelt határozat részletesen előírja Byrd számára, hogyan alkalmazza az orgonát a liturgiában.
1568 szeptember 14-én Byrd feleségül vette Julian Birleyt. Ebből a hosszú házasságból legalább hét gyermekük született.
Az 1560-as évek fontos formáló időszakot jelentettek Byrd, a zeneszerző számára. A Short Service egy szerény kompozíciógyűjtemény, amely az anglikán szertartások számára (reggeli és esti imádság, áldozás) készült, láthatóan a protestáns reformerek igényeinek való megfelelés jegyében: világos szavak és egyszerű zenei textúrák jellemzik. Születése minden bizonnyal a lincolni évekhez köthető. Az is biztos, hogy Byrd folytatta az egyházi művek komponálását azután is, hogy elhagyta Lincolnt, ugyanis a katedrális vezetősége egy csökkentett összeget továbbra is folyósított számára, cserébe templomi kompozíciókat vártak tőle.
Byrd jelentős lépéseket tett a hangszeres zene terén is. Szintén a lincolni időszak termése hét In Nomine kompozíció konzortra – közülük kettő négytagú (Consort a 4, röviden: a4), öt pedig öttagú (a5) együttesre –, legalább egy konzort fantázia (a6), továbbá számos fontos billentyűs darab. Ez utóbbiak közé tartozik a Ground in Gamut (lényegét tekintve lásd: chaconne), melyet Byrd tanítványa, Thomas Tomkins úgy emlegetett, hogy „Byrd úr jó öreg ground-ja”, az a-moll fantázia és – feltehetően – az első pavane és galliard sorozat, amelyet egy eredetileg öttagú konzortra írt művéből írt át billentyűsre. A Hunt's Up és a hiányosan fennmaradt Gypsies' Round szintén a korai darabok közé tartoznak.
Mindezek mutatják Byrd fokozatos főszereplővé válását az Erzsébet-kor zenei színpadán. A latin nyelvű liturgikus szövegek megzenésítését a lincolni évek alatt is folytatta. Két – nyolc- illetve kilenctagú konzortra írt – zsoltármotettája az Ad Dominum cum tribularer és a Domine quis habitabit fontos hozzájárulás a kor két jelentős zeneszerzője, Robert White és Robert Parsons által olyannyira kedvelt műfaj terméséhez. Egy másik korai műve, a De Lamentatione a Jeremiás siralmai énekeinek megzenésítése, amely az Erzsébet-kor szertartásában a katolikus liturgia Tenebrae-jén alapul, a Nagyhét utolsó három napján. (Ebben a műfajban a kor több más zeneszerzője is alkotott, mint például Tallis, White vagy az idősebb Alfonso Ferrabosco.) E gyakorlat oka valószínűleg az Erzsébet-kor katolicizmus iránti nosztalgiájában rejlik, mint arról a szövegek egy része árulkodik.

### A Chapel Royal
Byrd 1572-ben nyerte el a Chapel Royal tekintélyes Gentleman posztját, a tehetséges muzsikus, Robert Parsons halála után, aki belefulladt a Trent folyóba, Newark közelében, az év január 25-én. Csaknem a kezdetektől "orgonistának" nevezték, ami nem egy kinevezett állás, hanem egy foglalkozás volt a Chapel Royal bármely tagja számára, aki értett hozzá. Ez a karrier mérhetetlenül kiszélesítette Byrd lehetőségeit a komponálásban és a királyi udvarral való kapcsolatépítésben. Erzsébet királynő (1558-1603) mérsékelt protestáns volt, aki tartózkodott a puritanizmus szélsőségesebb formáitól és nem kedvelte a túlzásba vitt rituálékat. Mellesleg maga is szerette a zenét és billentyűs játékos is volt. Byrd anglikán egyházi muzsikája (kifejezetten templomi előadásra szánt értelemben) meglepően csekély, de kidolgozottsága átlépi azokat a határokat, amelyek némely protestáns reformer számára elfogadhatónak számítottak. Szerintük ugyanis a gondosan kimunkált zene eltereli a figyelmet Isten szaváról.

### Az első motettagyűjtemény (1575)
1575-ben Tallis és Byrd 21 évre közös kottanyomtatási és kiadási privilégiumot kapott. A két muzsikus a francia hugenotta nyomdász, Thomas Vautrollier szolgálatait vette igénybe, aki Angliában telepedett le, és korábban már kiadta Lassus chansonjainak gyűjteményét Londonban (Receuil du mellange, 1570). A kiadási monopólium előnyeit kihasználva, a két zeneszerző egy nagyszabású motettagyűjteményt adott ki Cantiones que ab argumento sacrae vocantur címmel, a királynőnek ajánlva. Ez a kiadvány 34 latin szövegű motettát tartalmaz, bevezetőjében pedig szintén latin nyelvű elégiákat Richard Mulcaster iskolamester és a fiatal udvaronc, Ferdinand Heybourne (Ferdinando Richardson) tollából. Tallisnak és Byrdnek is 17-17 motettája szerepel a gyűjteményben, minden egyes darab a királynő uralkodásának egy-egy évére emlékezve.
Byrd Cantiones-beli motettái rendkívül változatos képet mutatnak. A Laudate pueri (a6) belefoglalása, (amely valójában egy hangszeres fantázia, utólag hozzáadott szöveggel), annak a jele, hogy Byrd ekkor még nem rendelkezett elegendő anyaggal a gyűjtemény számára. A Diliges Dominum (a8), amely eredetileg szintén hangszeres mű lehetett, egy zeneileg kevéssé érdekes 8 hangra írt, négyszólamú retrográd (rák) kánon.
Szintén a motetták archaikusabb rétegéhez tartozik a Libera me Domine (a5), egy responzórium cantus firmus típusú megzenésítése, kiindulásául Robert Parsons korábbi műve szolgált. A Miserere mihi (a6) alapja egy napi záró imádság (completorium), amelyet a Tudor-kori zeneszerzők gyakran használtak a cantus firmus gyakorlatokhoz, didaktikai célból. Ez a mű egy négytagú, kétszólamú kánont is tartalmaz.
A Tribue Domini (a6) egy nagyszabású, többtételes kompozíció, a Szent Ágostonnak tulajdonított középkori Meditációk alapján összeállítva, nagyrészt a korábbi Tudor-kori fogadalmi antifónák stílusában, teljes és részkórus szakaszok mozaikjaként. Byrd háromtételes művének mindegyik tétele egy archaikus részkórus szakasszal kezdődik.
A Cantiones persze tartalmaz sokkal előremutatóbb műveket is, amelyek már rokoníthatók Byrd 1580-as évekbeli motettáival. Ezek némelyike az idősebb Alfonso Ferrabosco motettáinak hatását tükrözi. Ez a bolognai származású muzsikus 1562 és 1578 között dolgozott a Tudor udvarban. Ferrabosco motettái közvetlen modellként szolgáltak Byrd Emendemus in melius (a5), O lux beata Trinitas (a6), Domine secundum actum meum (a6) és Siderum rector (a5) című motettáihoz. Sokkal általánosabb érvényű az a hatás, amit Joseph Kerman Byrd affektív-imitatív stílusaként ír le: patetikus szövegek alkalmazása nagyívű, gyors ritmusú illetve ellenpontra épülő témák terjedelmes szakaszaiban – amit Byrd szintén Ferraboscotól tanult.
A Cantiones pénzügyi kudarcnak bizonyult. Byrd és Tallis végül a királynőhöz volt kénytelen folyamodni anyagi segítségért, arra hivatkozva, hogy a kiadvány nagy veszteséggel járt és hogy Tallis már nagyon idős. Ezután továbbra is megkapták a kiadói jogot 21 évre Kelet-Anglia és Délnyugat-Anglia területére.

### Katolicizmusa
A korai 1570-es évektől Byrd egyre inkább kapcsolatba került a katolicizmussal, ami jelentős tényezővé vált magánéletében és alkotói munkásságában is – mint azt az utóbbi fél évszázad tudománya kimutatta.
John Harley valószínűsíti, hogy Byrd apjának családja protestáns volt, bár mély meggyőződésük és beilleszkedésük nem egyértelmű. Byrd maga is protestáns érzelmű lehetett fiatal korában, mint arról egy Luther-himnusz (Erhalt uns, Herr, bei Deinem Wort) angol fordításának megzenésítése tanúskodik. A nemrégiben felfedezett töredékbe ugyanis Byrd ('Birde') ezt fűzte bele: A törököktől és a pápától ments meg Uram minket! 
Az 1570-es évektől kezdve azonban olyan ismert katolikusokkal ápolt kapcsolatokat, mint Lord Thomas Paget, akihez 1573-ban kérelemmel is fordult egy meg nem nevezett barátja érdekében. Byrd feleségét, Juiant 1577-ben idézték először az anglikán vallási bíróság elé (mivel elutasította a vallási szertartások látogatását) Harlingtonban (Middlesex tartomány), ahol a család akkor élt. Byrd 1584-től szerepel a bíróság nyilvántartásában.
Byrd katolicizmusa új dimenzióba került az 1580-as években. V. Piusz pápa 1570-es bullája (Regnens in Excelsis) ugyanis felmentette Erzsébet királynő alattvalóit az uralkodójuknak tett esküjük alól, őt magát pedig törvényen kívülinek nyilvánította a katolikus egyház szemében. Ettől kezdve a katolicizmus lázadásnak minősült a Tudor hatóságok előtt.
A misszionárius papok beáramlásával, akiket angol iskolákban képeztek ki Douai-ban és Rómában, a hatóságok és a katolikus közösségek viszonya még rosszabb fordulatot vett. Byrd, aki prominens katolikusok társaságát élvezte, nagy bajba került Lord Thomas Pagettel való kapcsolata miatt, őt ugyanis azzal vádolták, hogy részt vett az Erzsébet királynő elleni összeesküvésben (Throckmorton Plot), valamint, hogy pénzt küldött külföldi katolikusoknak. Emiatt Byrdöt felfüggesztették Chapel Royal-beli állásából, mozgásában korlátozták, házát pedig megfigyelés alatt tartották. 1586-ban ennek ellenére elment egy vidéki összejövetelre Robert Southwell katolikus költő és Henry Garnett atya társaságában (akit később kivégeztek az I.Jakab elleni merényletben – Gunpowder Plot – való bűnrészessége miatt).
Byrd katolikus elkötelezettsége jól kimutatható a motettáiban, amelyekből mintegy ötvenet írt 1575 és 1591 között. Míg Byrd Cantiones-ben közzétett motettáinak szövegei erős konzervatív anglikán tartalmat hordoznak, olyan tudósok, mint Joseph Kerman, mély változásokat mutattak ki az 1580-as évek motettáinak szövegeiben. Főként olyan témák hangsúlyozása, mint a kiválasztott nép üldözése (Domine praestolamur a5), a babilóniai és egyiptomi rabság (Domine tu iurasti), illetve a megszabadításra való hosszas várakozás (Laetentur coeli, Circumspice Jerusalem). Ez arra a meggyőződésre vezette a kutatókat Kermantól kezdve, hogy Byrd újraértelmezte a bibliai és liturgikus szövegeket saját korának környezetébe helyezve, fohászokat és imákat írt az üldözött közösség nevében, amely – úgy tűnik – „házi szerzőjeként” tekintett rá.
Bizonyos szövegek figyelmeztetésként értelmezhetők a besúgókkal (Vigilate, nescitis enim) vagy a hazugokkal (Quis est homo) szemben, míg mások a mártír papoknak állítanak emléket (O quam gloriosum). A 78. zsoltár (Deus venerunt gentes) első négy versszakának megzenésítését sokan úgy fogják fel, mint utalást Edmund Campion atya kegyetlen kivégzésre 1581-ben, amely gyors változásokat hozott mind a kontinensen, mind Angliában.
Végül talán a legfigyelemreméltóbb a motettacsere Byrd és a prágai Philippe de Monte, II.Rudolf zeneigazgatója között. 1583-ban de Monte elküldte Byrdnek a 136. zsoltár (Super flumina Babylonis) első négy versszakának megzenésítését, hozzáfűzve a kérdést: „Hogyan énekeljük Isten énekét egy idegen földön?”. Byrd a következő évben elküldte dacos válaszát: a de Monte művéhez igazodó nyolcszólamú folytatást, amely egy háromszólamú kánont is tartalmazott.

### Újabb motettagyűjtemények – 1589, 1591
Byrd újabb 37 motettát jelentetett meg a Cantiones sacrae két kötetében 1589-ben és 1591-ben. A következőkben ismertetett két angol dalsorozattal együtt, ezek a gyűjtemények is valószínűleg Byrd azon erőfeszítéseit tükrözik, hogy helyreállítsa pozícióját az udvari körökben az 1580-as évek ellentétei után. (Ezeket a műveket a szerző az Erzsébet-kor befolyásos főurainak ajánlotta: Edward Somersetnek, Worcester 4. grófjának és John Lumleynak, Lumley 1. bárójának). Az is megemlítendő, hogy Byrd társa, Thallis és nyomdászuk, Vautrollier időközben meghaltak, így kedvezőbbé vált a légkör a kiadói vállalkozás számára.
Minthogy az 1589-es és 1591-es motattasorozatok darabjai jórészt patetikus hangvételűek, nem meglepő, hogy Byrd folytatta és továbbfejlesztette azt az affektív-imitatív technikát, amelyet az 1570-es évek motettáiban láttunk, csak jóval tömörebb és koncentráltabb formában. A Domine praestolamur (1589) jó példája ennek a stílusnak: imitációs szakaszok, olyan témákon alapulva, amelyek jellegzetessége a nagy kifejező erejű kis szekund és szűkített szext hangközök használata, és amelyek időnként abbamaradnak és külön szólamként hallatszanak. (Byrd ezt a technikát is Ferraboscotól tanulta.)
Byrd egy speciális „sejt”-technikát fejlesztett ki az esedező szakaszok számára (miserere mei, libera nos Domine), amelyek számos szöveg középpontjában állnak. Különösen frappáns példája ennek a Tribulatio proxima est (1589) utolsó tétele és a többtételes Infelix ego (1591), ez a nagyszabású motetta, amely az 1575-ös Tribue Domine-ből eredeztethető.
Vannak persze darabok, amelyek nem követik ezeket a mintákat. Ilyen három motetta, amely a régi stílusú cantus firmus technikával készült, vagy az 1589-es gyűjtemény leghíresebb darabja, a Ne irascaris Domine, amely második részének mintájául Philip van Wilder népszerű Aspice Domine motettája szolgált.
Néhány motetta, főleg az 1591-es gyűjteményben, felhagy a tradicionális motetta stílussal és eleven szófestést alkalmaz, amely a madrigál műfajának növekvő népszerűségét tükrözi (Haec dies, 1591) . Van egy fontos megállapítás Thomas Morley „A Plaine and Easie Introduction to Practicall Musicke” (1597) (Egyszerű és könnyű bevezetés a gyakorlati zenélésbe) című munkájában, mely szerint a katolikus patrónusok ízlése a motettától a madrigál felé fordult, és ez magyarázhatja, hogy Byrd miért hanyagolta a nem vallásos motetták komponálását 1591 után.

### Angol daloskönyvek – 1588, 1589
1588-ban és 1589-ben Byrd két angol dalgyűjteményt is kiadott. Az első, melynek címe „Zsoltárok, Szonettek és A szomorúság és kegyesség dalai” volt (1588), főleg adaptált konzort-dalokból állt, amelyeket Byrd – feltehetően üzleti ösztönétől vezérelve – világi dalokká alakított át, szöveggel látva el a hangszeres kísérő részeket, az eredeti énekhang szólót pedig első énekszólamnak nevezve el. A konzort-dal, amely a 16. század harmadik negyedének Angliájában a legnépszerűbb anyanyelven megszólaló polifón műfaj volt, magas fekvésű szóló énekhangra írt darabokat jelentett, melyet négytagú konzort kísért (általában violák, míg a szólót többnyire fiúk énekelték).
Amint Byrd gyűjteményének címéből is következtethetünk, a konzort-dalok karaktere igencsak változatos volt. Sok közülük verses zsoltárok megzenésítése, melyben az énekszóló dallama az akkori idők verses zsoltárgyűjteményeinek (pl. Sterhold és Hopkins Zsoltároskönyve, 1562) stílusában szólt, és ezt a kísérő hangszerek imitációja előlegezte meg, soronként. Más konzort-dalok drámai elégiák voltak, fiú-színjátékok számára írva, ezek ugyanis nagyon népszerűek voltak a Tudor-korbeli Londonban.
Byrd 1588-as gyűjteménye, amely gazdagította azt a formát, amit a szerző Robert Parsonstól, Richard Farranttól és másoktól örökölt, jól mutatja ezt a hagyományt. A Zsoltárok fejezet, melynek szövegeit Sternhold 1549-es zsoltároskönyvéből vette, a hagyományos stílust követi. A Szonettek és Pasztorálok könnyedebb, gyorsabb mozgású, negyedes lüktetésű formát követ, néha hármas ütemben (Though Amaryllis dance in green)
A gyűjtemény (más jelekkel együtt) jól mutatja, hogy Byrd kapcsolatba került azzal az irodalmi körrel, melyet Sir Philip Sidney, a neves angol költő vezetett, akinek befolyása az udvarnál a tetőpontján állt az 1580-as évek elején. Byrd hármat is megzenésített Sidney Astrophel és Stella című szonettsorozatából, és több költeményt a kör más tagjaitól. Írt két elégiát is Sidney halálára, a Zutpheni csatában (1586) való elestekor. A gyűjtemény legnépszerűbb darabjává azonban egy bölcsődal (Lulla, lullaby)) vált, amely egyesíti a drámai siránkozás tradícióját a kor fiú-színjátékaiból és a középkori misztériumjátékokból ismert bölcsődalokéval. Ennek a népszerűsége sokáig töretlen volt.
1602-ben Byrd patrónusa, Edward Somerset, Worcester 4. grófja, a királyi udvar zenei divatjairól elmélkedvén megjósolta: „a Lullabyt, Byrd úr jó öreg dalát, tovább fogják keresni, mint gondolnám”.
A Songs of Sundrie Natures (1589) című gyűjtemény három-, négy-, öt- és hatszólamú fejezeteket tartalmaz, követve azt a koncepciót, amit a Tudor-kori házi muzsikálás kéziratgyűjteményei alkalmaztak, mintául használva a Musica transalpina című madrigálgyűjteményt, amely a megelőző évben jelent meg nyomtatásban.
Byrd kollekciója a zenei stílusok sokféleségét alkalmazza, tükrözve az alapul szolgáló szövegek változatos karakterét. A háromszólamú fejezetben hét bűnbánó zsoltár verses változatának megzenésítése szerepel a zsoltárgyűjtemények archaikus stílusában. A háromszólamú fejezet más darabjai és a négyszólamúak könnyedebbek, a soronkénti imitációs technika és a negyedes lüktetés alkalmazásával. Az ötszólamú fejezet olyan világi dalokat tartalmaz, amelyek az 1588-as gyűjtemény adaptált konzort-dalainak hatását mutatják, és egyértelműen teljes kórusra íródtak. Byrd két vidám dal megzenésítésével is adózott a hagyományoknak, a verse és refrén szakaszok tradicionális váltogatásával. Ezeken túl, a gyűjtemény egy himnuszt is tartalmaz, egy húsvéti prózai szöveg megzenésítését (Christ rising again), amely a templomi kórusok kéziratai között szintén megtalálható volt akkoriban, orgonakísérettel.

### Billentyűs muzsika – My Ladye Nevells Booke
Az 1580-as évek gyümölcsözőek voltak a hangszeres kompozíciók terén is. John Baldwin 1591. szeptember 11-én fejezte be a My Ladye Nevells Booke című munka másolását. Ő a windsori Szent György-kápolna tenor kóristája volt, később Byrd kollégája a Chapel Royalban. Ez a gyűjtemény Byrd 42 billentyűs darabját foglalja egybe, amelyek valószínűleg Byrd felügyelete alatt születtek és Byrd saját kezű javításait is tartalmazzák. (Byrd minden bizonnyal publikálta volna, ha a technikai lehetőségei lehetővé tették volna.) A személy, akinek az ajánlás szól sokáig ismeretlen maradt, de John Harley, elemezve az előzéklapon szereplő címert, kimutatta, hogy ő Lady Elizabeth Neville volt, a Billingbear House-i (Berkshire) Sir Henry Neville harmadik felesége. Sir Neville egyébként békebíró és a windsori Great Park felügyelője is volt. A hölgynek szólt amúgy Thomas Morley kétszólamú canzonettáinak ajánlása is 1595-ben, de későbbi, harmadik férjezett nevén (Lady Periam).
A gyűjtemény jól mutatja Byrd ügyességét a különféle billentyűs formák használatában, bár a cantus planuson alapuló liturgikus kompozíciók nem találhatók benne. A kötet tíz pavane és galliard sorozatát is tartalmazza, a szokásos háromszakaszos formában, minden szakasz díszes ismétlésével. (Az egyetlen kivétel a 9. pavane, amely a passamezzo antico basszusmenetén alapuló variációkból épül fel.) Vannak jelek, hogy ez a sorozat kronologikus sorrendben szerepel a kötetben, mivel az első pavane így van megjelölve a Fitzwilliam Virginal Book kiadványban: „Az első amit ő valaha írt”. A 10. pavane pedig, amely elkülönül a többiektől, nyilvánvalóan egy késői stádiumban került a kötetbe. Ez ugyanis William Petre-nek van ajánlva (Byrd patrónusának, John Petre-nek a fia), aki mindössze 15 éves volt 1591-ben, és aligha lett volna képes eljátszani, ha sokkal korábban keletkezett volna.
A kollekcióban két híres programzene kompozíció is szerepel. A Csata, amelyet egyértelműen az Erzsébet-kori ír háború valamelyik ütközete inspirált, olyan tételek sorozatából áll, mint Harci induló, A csapatok összecsapnak és Galliard a győzelemért. E mű nem tartozik ugyan Byrd termésének legjavába, de nagy népszerűségre tett szert és érdekes hozzájárulást jelentett a 16. századi angol harci felhívásokhoz. A másik, a Barley Break (egy tréfa-háború, az igazi után), egy jókedvű darab, amely a barley-break játék folyamatát követi. Ez a játék manapság piggy in the middle néven ismert, amelyet három pár játszik egy labdával. (Nálunk ehhez hasonló játék a cicázás.)
A My Ladye Nevells Booke tartalmaz továbbá két monumentális Ground-ot, basszus alapra épülő változatos karakterű billentyűs variációkat, nevezetesen a g-mollban írt 22 tételes Walsingham-változatokat (Have With Yow to Walsingame)  és népszerű variációkat a Sellinger's Round, a Carman's Whistle és Lord Willoughby Welcome Home témájára. A fantáziák és voluntaryk (kötetlen darabok, improvizációk) stílusa szintén igen változatos. Közülük néhány szigorúan ellenpontos szerkesztésű (pl. A voluntarie, no.42), mások könnyedebbek és olaszosabb hangvételűek. Hasonlóan az öt- és hatszólamú konzort-fantáziákhoz, némelyek fokozatosan teljesednek ki, egy imitációs bevezetés után.

### Konzort muzsika
Az 1591-ig tartó időszak Byrd konzort zenéjében is jelentős termést hozott, bár ennek egy része valószínűleg elveszett. Két csodálatos, nagyszabású alkotás ebből a periódusból a Browning című variációsorozat illetve a Goodnight Ground néven ismert basszus formula sokszínű kifejtése. A Browning 20 variációt tartalmaz egy akkoriban népszerű dallamra (amely The Leaves Be Green-ként is ismeretes), és a dió érésének őszi megünnepléséhez kapcsolódik. A kisebb szabású (három- ill. négytagú együttesre írt) alkotásokban Byrd áttetsző textúrájú, imitációs technikát alkalmaz, míg az öt- és hattagú konzortra komponált művekben terjedelmes kumulatív szerkezetet, népszerű dalokból vett apró idézetekkel. Jó példa ez utóbbira a hattagú konzortra írt Fantasia (No.2), amely egy mértékletes imitációs kezdet után egyre összetettebb textúrájúvá válik, egy ponton a Greensleeves-ből vett idézettel. Szintén tartalmaz egy teljes, három hangnemű galliardot, amelyet egy terjedelmes coda követ.

### A Stondon Massey évek
1594 körül Byrd életpályája új szakaszba lépett. Ötvenes éveinek elején járt, és a Chapel Royalt illetően amolyan fél-nyugdíjas lett. Családjával Harlingtonból Stondon Massey-be költözött, egy kis faluba az Essex tartománybeli Chipping Ongar közelében. A Stondon Place-i ház lett az otthona élete hátralevő részében, de a tulajdonjogáért csaknem másfél évtizedes keserű és véget nem érő jogi küzdelmet kellett folytatnia egy bizonyos Joanna Shelleyvel. A költözés egyértelmű indítéka Byrd patrónusának, Sir John Petre-nek közelsége lehetett (aki egyébként a korábbi külügyminiszter fia volt). Petre, a jómódú helyi katolikus földbirtokos, két urasági kastélyt tartott fenn: Ingastone Hallt és Thorndon Hallt, amelyek közül az előbbi máig fennmaradt, igaz, jócskán átalakított állapotban. Petre titkos miséket rendezett, amelyeket persze a királyi udvar kémei és fizetett besúgói is megfigyeltek. A zenét az alattvalói szolgáltatták.
Byrd ismeretsége a Petre családdal legalább 1581-ig nyúlik vissza (amint arról az abból az évből fennmaradt saját kezű levele is tanúskodik), és 1589 karácsonyán két hetet náluk is töltött. Minden adott volt ahhoz, hogy szépen kidolgozott polifonikus művekkel ékesítse a korabeli vidéki katolikusság zenéjét. Byrd és családjának állhatatos hűsége a katolicizmushoz továbbra is nehézségeket okozott, bár egy fennmaradt folyamodvány arról tanúskodik, hogy Erzsébet királynő uralkodásának idejére engedélyt kapott vallásának szabad gyakorlására. Ennek ellenére negyedévenként rendszeresen megjelent a helyi törvényszék előtt, hogy engedetlenségéért kemény büntetéseket fizessen. Nem kétséges viszont, hogy előkelő barátainak és jóakaróinak széles köre tudott arra hatni, hogy elkerülje a komolyabb bírságokat.

### Katolikus egyházi zene

#### Misék
Minden bizonnyal barátainak ez a köre rendelkezett úgy, hogy Byrd grandiózus programba kezdjen: liturgikus művek sorát komponálni a a katolikus egyházi naptár minden jeles ünnepére. Az első stádiuma ennek a vállalkozásnak a három Ordinary of the Mass volt (négy, három illetve öt szólamra), amelyeket Thomas East publikált 1592 és 1595 között. A kiadványokon nem szerepel dátum (a dátumok csak alapos bibliográfiai elemzéssel deríthetők ki), nem nevezik meg a nyomdászt, és részenként csak egy-egy kettős lapból állnak a könnyebb elrejthetőség érdekében. Ezek mind a titoktartás jelei, emlékeztetve, hogy a hivatalos vallástól eltérő könyvek birtoklása még mindig veszélyes volt akkoriban. Mindhárom műben találhatunk a korábbi, Tudor-kori misekomponálás hagyományait felidéző jeleket, de a kontinentális Európa és a külföldön tanult misszionárius papok liturgiagyakorlásának hatása is kifejeződik.
A Mass for Four Voices (másként: Four-Part Mass), amely Joseph Kerman szerint valószínűleg elsőnek keletkezett, részben John Taverner: Mean Mass miséjén alapul, egy nagyra becsült korai Tudor-kori kompozíción, melyet kóristaként Byrd maga is énekelhetett. Taverner hatása különösen egyértelmű a Sanctus tétel ötödik/hatodik/hetedik fokra felfutó skálameneteiben.
Mindhárom mise alkalmaz más korai Tudor-kori elemeket is: az egyes szólamok és a teljes kórus mozaikszerű váltogatását a négy- és ötszólamú misében, a rész-kórusra bízott kezdést a Gloria, Credo és az Agnus Dei tételekben, illetve a vezető motívumot, amely kapcsot teremt az egyes tételek bevezetései között.
Érdekes módon mindhárom misében szerepel a Kyrie tétel, amely igen ritka a Sarum liturgia misekompozícióiban, ugyanis az ünnepi alkalmakkor rendszerint kihagyják a szóképek használata miatt. A háromszólamú mise egyszerű litánia stílusban készült, a másikakban viszont sűrű szövetű imitációs polifóniával találkozunk.
Különleges a négy- és ötszólamú misében az Agnus Dei tétel, amelyben Byrd azt a technikát alkalmazza, amelyet az 1589-es és 1591-es Cantiones sacrae esedező motettáiban figyelhettünk meg. Az utolsó szavak pedig (dona nobis pacem – adj nekünk békét), amelyek gyötrelmes megszakítások láncolatát alkotják a négyszólamú misében, illetve nagy kifejező erejű homofón tömböt az ötszólamúban, minden bizonnyal az 1590-es évek katolikus közösségének vágyakozását tükrözik.

#### Gradualia
Byrd liturgikus polifónia programjának második állomása a Gradualia című gyűjteményekben bontakozott ki, amely két motettaciklust tartalmazott, összesen 109 művel, melyeket 1605-ben és 1607-ben adtak ki. Az ajánlások a katolikus nemesség két tagjának szóltak: Henry Howardnak, Northampton 1. grófjának, és Byrd patrónusának, Sir John Petre-nek, akit 1603-ban emeltek főnemesi rangra Lord Petre of Writtle címmel. E két monumentális gyűjtemény megjelenése a katolikus polifóniában tükrözi azt a reményt, amelyet az anglikán vallást elutasító közösség táplált titokban egy könnyebb élet iránt I.Jakab uralkodása alatt, akinek az édesanyja, Stuart Mária katolikus volt. Lord Petre egyébként pénzt is adott kölcsön, hogy előmozdítsa a kiadvány nyomtatását. Neki címezve szavait, Byrd úgy ír az 1607-es gyűjteményről, hogy „virágok, melyeket az Ön kertjében szedtem és joggal köszönhetem Önnek, mint dézsmát”, kifejezve ezzel, hogy azok a Petre házában tartott katolikus szertartások részét képezték.
A két gyűjtemény nagyobb részét a Proprium Missae kompozíciói teszik ki, amelyeket Byrd a vallási naptár főbb ünnepeire írt, kiegészítve ezzel az 1590-es években kiadott Mass Ordinary sorozatot. Byrd általában a következő tételeket foglalta egybe: Introitus, Graduale, Alleluia (illetve nagyböjt idején Tractus), Offertorium és Communio. A szóban forgó egyházi alkalmak: Szűz Mária főbb ünnepei (beleértve az egyházi naptár négy évszakának a Szűzhöz szóló fogadalmi miséit is), Mindenszentek és Úrnapja (1605), illetve: az egyházi év nagy ünnepei (Karácsony, Vízkereszt, Húsvét, Áldozócsütörtök, Pünkösd, Szent Péter és Szent Pál napja (kiegészítve a Bilincses Szent Péter-napi és a Szentháromság napi fogadalmi misével), az 1607-es gyűjteményben.
Az Introitus-t általában nem a teljes kórus kezdi, a Gloria Patri szakaszban viszont teljessé válik. Hasonlóan kezeli Byrd a Graduale tételt, amely csatlakozik az Alleluia kezdetéhez, egyetlen egységgé formálva így őket. A liturgia megkívánja az Alleluia szó többszöri ismétlését, és ezt Byrd igen változatos kompozíciós technikával oldja meg, briliáns fogantatású miniatűr fantáziákat formálva. Ezek a két gyűjtemény leghatásosabb elemei közé tartoznak.
A római katolikus liturgiában sok olyan ismétlődő szöveg van, amely különböző kontextusokban jelenik meg. Hogy ne kelljen ugyanazt a szöveget kétszer megzenésítenie, Byrd gyakran folyamodik a kereszthivatkozás (vagy transzfer) megoldáshoz, amely lehetővé teszi ugyanannak a zenei részletnek a beszúrását a liturgia különböző helyeire. Sajnos azonban, ez a gyakorlat néha zavarhoz vezet: részben mert többnyire semmi jelzés nincs a nyomtatásban, amely világossá tenné a kívánt transzfert, részben pedig azért, mert előfordulhatnak hibák is, melyek tovább komplikálják az ügyet.
A transzfer módszer működését jól illusztrálja az 1605-ös gyűjtemény első motettája (Suscepimus Deus a5), melyben az Introitus-beli szöveget kell a Gradualé-ban újra felhasználni, rövidített formában. Byrd zárlati törést alkalmaz a lerövidítő ponton.
Az 1605-ös gyűjtemény tartalmaz számos olyan különféle darabot is, amely kívül esik a fő vonulat liturgikus sémáin. Amint arra Philip Brett rámutatott, a három- és négyszólamú fejezetek darabjainak legtöbbje a Horologium (Órák könyve) anyagára támaszkodik, a személyes fohászok szférájába jutva ezzel, a nyilvános imádás helyett. Ebbe a körbe tartozik egyebek közt a négy Mária-antifóna a római katolikus szertartásból, négy Mária-himnusz (a3), a Litánia egy változata, az Ave verum Corpus eucharisztikus himnusz csodás megzenésítése és a Trubarum voces a Szent János passió-ból.

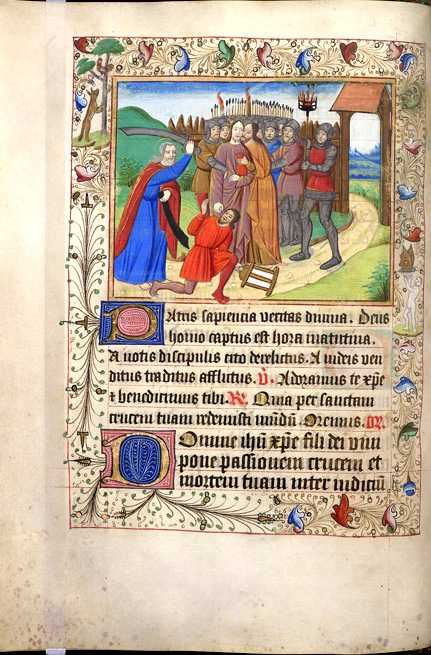
Példa az Órák könyvére: Book of Hours, British Library, Krisztus elfogatása

Stilisztikai tekintetben a Gradualia motettái éles kontrasztot jelentenek a Cantiones sacrae darabjaihoz képest. A legtöbbjük rövidebb és a korábbi motetták csapongó imitációs szakaszai helyében teret ad a kettős zenei mondatoknak, melyekben az ellenpont – bár komplikált és koncentrált – egy második fontos szintet alkot. A kiterjedt imitációs szakaszok kivételt jelentenek: a hosszú motetták kisebb hányadában találkozunk velük, a záró tetőponti szakaszokban. A dallamos alapfonál gyakran fordul remegő (nyolcados) mozgásba, azzal a szándékkal, hogy felületen mozgó részletekkel fesse alá a félhangos lüktetést. Az ünnepélyesebb darabok némelyike (különösen az 1607-es gyűjteményben) színes madrigálos szófestést alkalmaz. Az 1605-ös gyűjtemény Mária-himnuszai könnyű soronkénti imitációs ellenpontozással íródtak, nyolcados lüktetéssel, amely visszaidézi a háromszólamú angol dalokat a Songs of sundrie natures kötetből (1589).
Természetesen, a Gradualia soha nem érte el Byrd korábbi munkáinak népszerűségét. Az 1607-es kiadvány több szöveget kihagyott, amelyek túlságosan is kényesek voltak az 1605-ös Gunpowder Plot merénylet meghiúsulása miatt kiújuló katolikusüldözések világában. Egy korabeli beszámoló, amely a zeneműveknek a vidéki katolikusság körében való terjedését elemzi, hivatkozik egy De Noiriche nevű francia jezsuita letartóztatására, akit besúgók követtek egy vidéki házba, elfogták és a házkutatás során megtalálták nála az 1605-ös kiadvány egy kópiáját. Mindazonáltal, Byrd eléggé biztonságban érezte magát ahhoz, hogy mindkét gyűjteményt újra kiadja, megváltoztatott címlappal, 1610-ben.

### Anglikán egyházi zene
Byrd rendületlen hűsége a katolicizmushoz nem gátolta meg abban, hogy érdemben gazdagítsa az anglikán egyházi muzsika repertoárját. Templomi himnuszainak kicsiny termése széles ívet fog át: a viszonylag mértékletes korai példáktól (O Lord, make thy servant Elizabeth our queen (a6), illetve How long shall mine enemies (a5) ) olyanokig, amelyek biztosan késői művek, mint például a Sing joyfully (a6), amelynek stílusa közel áll az 1611-es motettagyűjteményéhez.
Byrdnek szintén szerepe volt az új verses himnuszok felemelkedésében, amelyek abból a gyakorlatból alakultak ki, hogy énekelt refréneket illesztettek a konzort-dalokhoz.

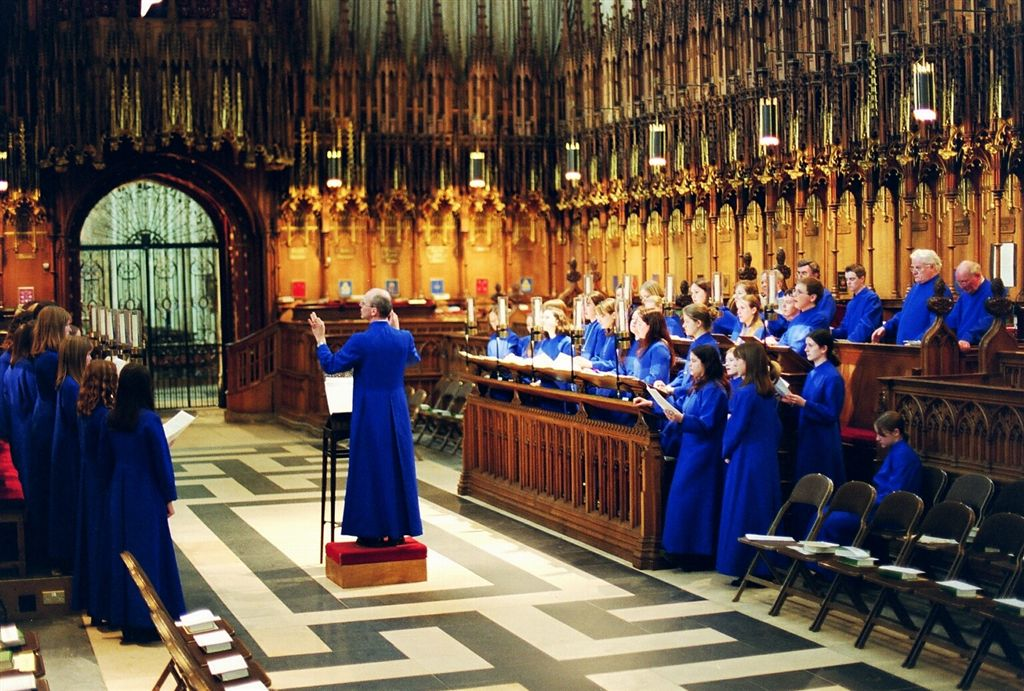
Esti imádság a York Minsterben. Figyeljük meg a kórus elrendezését: decani (baloldalt) és cantoris (jobboldalt).

Byrd négy anglikán szertartáshoz kapcsolódó kompozíciója a már tárgyalt, szerényebb Short Service-től a csodálatos Great Service-ig ível, amely nagyszerű folytatása Richard Farrant, William Mundy és Robert Parsons pazar hagyományainak. Byrd műve nagyszabású: két ötszólamú kóruscsoportot (Decani és Cantoris) igényel a párbeszédes részekben (antifónák), illetve homofón tömböket és öt-, hat-, nyolcszólamú ellenpontozást a verse (szóló) részekben, a gazdag variációk érdekében. Ezt a művet, amely orgonára írt tételt is tartalmaz, elsősorban a Royal Chapel kórusa énekelhette a 16. század elején, jeles egyházi alkalmakkor, de mérsékelt elterjedése arra utal, hogy más templomi kórusok is hozzájuthattak. Mindenesetre, a források igazolják, hogy a York Minster kórusa énekelte azt 1618 körül. A Great Service 1606-ban biztosan létezett (amint azt a legkorábbi megtalált kézirat utolsó másolási dátuma tanúsítja) és egészen az 1590-es évekig visszadatálható.

### Az utolsó daloskönyv
Byrd utolsó angol dalgyűjteményét Zsoltárok, Dalok és Szonettek címmel 1611-ben adta ki, több mint hetvenévesen. A dedikáció Francis Cliffordnak, Cumberland 4. grófjának szólt, akinek később Thomas Campion is ajánlotta első daloskönyvét (First Book of Songs), 1615-ben.
A gyűjtemény felépítése erősen követi az 1589-es kiadványét: három-, négy-, öt- és hatszólamú fejezetekből áll, és a stílusok még szélesebb egyvelegét tartalmazza (talán egy másik Jakab-kori kiadvány, Michael East: Third Set of Books (1610) hatását tükrözve.)
Byrd kiadványa két konzort-fantáziát (a4 és a6) és tizenegy angol motettát tartalmaz. Ez utóbbiak legtöbbje a Biblia prózai szövegein alapul. Közéjük tartozik néhány méltán híres kompozíciója, mint a Praise our Lord, all ye Gentiles (a6)), a This day Christ was born (a6)) és a Have mercy upon me, O God (a6)).
Ez utóbbi váltogatva alkalmazza a szöveges és a teljes együttesre írt frázisokat, és templomi himnuszként is közkézen forog.
Találunk még a daloskönyvben több vidám dalt verse és refrén formában, amint az 1589-es gyűjteményben is, továbbá könnyedebb három- és négyszólamú dalokat, Byrd szonettek és pasztorálok stílusában. Számos darab azonban a madrigálok hatása révén színesebb, mint elődje a korábbi kiadványban, világosan mutatva, hogy az 1590-es évek rövid életű madrigáldivatja nem hagyta Byrdöt teljesen érintetlenül.

### Utolsó alkotások

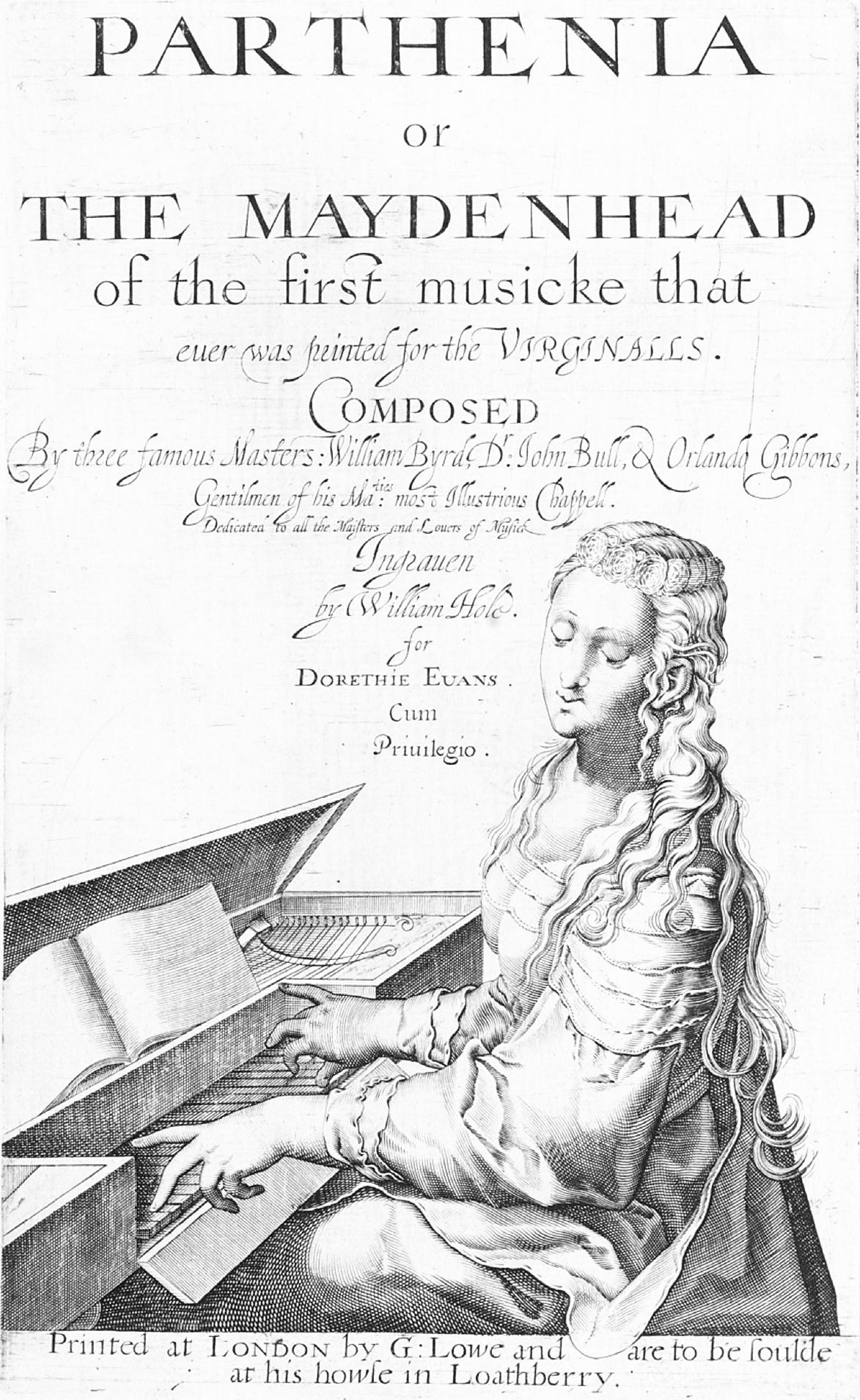
A Parthenia címlapja – 1612

Byrd nyolc billentyűs műve szerepel a Parthenia gyűjteményben (1612-13 tele), abban a 21 darabot tartalmazó kötetben, amelyet William Hole vésett rézlemezbe és amely Byrd mellett John Bull és Orlando Gibbons műveit sorakoztatja fel. Ezt a gyűjteményt I.Jakab leánya, Erzsébet királyi hercegnő és V. Frigyes pfalzi választófejedelem közelgő esküvőjének megünneplésére adták ki, amelyre 1613. február 14-én került sor. A három szerző pontosan a rangidősség szerint kapott lehetőséget: Byrd 8, Bull 7 és Gibbons 6 alkotása szerepel a kötetben.
Byrd híres Earl of Salisbury Pavan-ja (és az ehhez tartozó két galliard) is köztük van, amelyet a szerző Robert Cecil, Salisbury 1. grófja emlékének szentelt, aki 1612. május 24-én halt meg. Byrd utolsónak publikált alkotása az a négy himnusz, amely William Leighton: Teares or Lamentacions of a Sorrowfull Soule című kötetében jelent meg (1614).
Byrd Stondon Massey-ben maradt 1623. július 4-én bekövetkezett haláláig, amit a Chapel Royal anyakönyvébe megkülönböztetett módon jegyeztek be, A Zene Atyjaként említve őt. Az ismétlődő bírósági idézések és a hatalmas büntetések ellenére gazdag emberként halt meg. Akkori lakása Worcester grófjának londoni házában volt.

## Hírnév és fogadtatás
Byrd mintegy 470 kompozíciója bőségesen igazolja hírnevét, mint az európai reneszánsz muzsika egyik legnagyobb alakjáét. Zeneszerzőként talán az számít a legnagyobb hatású teljesítményének, hogy korának oly sok fontos zenei formáját volt képes átalakítani és saját képére formálni.
Mivel olyan korban élt, melyben a latin polifónia a Sarum rítus liturgikus darabjaira korlátozódott, Byrd alkalmazkodott és felülmúlta a kontinens akkori motetta formáját, az angol és a kontinentális modell különösen egyéni szintézisét hozva létre.
Gyakorlatilag ő teremtette meg a Tudor-kor konzort- és billentyűs fantáziáját, pedig csak a legprimitívebb alapokról tudott elindulni. Szintén új magasságokba emelte a konzort-dalokat, a templomi himnuszokat és az anglikán szertartások zenéjét. Végül, a madrigál műfajától való általános idegenkedés ellenére, sikeres volt a világi vokális muzsika művelésében is, a formák lenyűgöző variációinak alkalmazásával, az 1588-as, 1589-es és 1611-es gyűjteményeiben.
Byrd nagy elismertségnek örvendett az angol muzsikusok körében, különösen pályájának korábbi szakaszaiban. A Cantiones 1575-ös pénzügyi kudarcával szemben több más kiadványa jól elkelt, miközben az Erzsébet-kori írástudók, mint Robert Dow oxfordi akadémikus, a windsori kórista John Baldwin és a norfolki Sir Edward Pastonnak dolgozó írnokiskola buzgón másolta a műveit. Dow Byrdöt magasztaló latin nyelvű disztichonokat és idézeteket is belefoglalt zenei kéziratgyűjteményébe (GB Och 984-8), míg Baldwin hosszú fűzfaverset illesztett közhelyes könyvébe (GB Lbm Roy App 24 d 2), melyben a kor muzsikusainak fejeként értékeli Byrdöt:
Yet let not straingers bragg, nor they these soe commende,
For they may now geve place and sett themselves behynde,
An Englishman, by name, William BIRDE for his skill
Which I shoulde heve sett first, for soe it was my will,
Whose greater skill and knowledge dothe excelle all at this time
And far to strange countries abrode his skill dothe shyne...
Szabad fordításban:
Ne hencegjen senki már, s ne is dicsérjünk senki mást,
Mert a sutba kell bújniuk, és bő teret kell adniuk,
Egy angolnak, kinek neve William Byrd,
Kinél ügyesebbet nem hord hátán a Föld,
Ki gyakorlott, nagy tudású, mindenkin felül áll,
És fénye messzi idegen országokba is eltalál...
1597-ben tanítványa, Thomas Morley elismerő szavakkal Byrdnek ajánlotta a már említett A Plaine and Easie Introduction to Practicall Musicke című értekezését, bár az egyensúly kedvéért magában a szövegben élesen szatirikus hivatkozásokat helyezett el egy bizonyos titokzatos Bold Mester-re vonatkoztatva.
The Compleat Gentleman című könyvében (1622) Henry Peacham (1576-1643) ékes szavakkal méltatja Byrdöt, mint egyházi komponistát:
„Mind a motetták, mind a kegyesség és áhítat zenéi, mind nemzetünk megbecsülése szempontjából , személyes érdemei alapján, mindenek fölé a mi Főnixünket, William Byrd mestert helyezem, akihez e tekintetben senki nem ér fel, még a franciák és olaszok ítélete szerint sem, akik pedig fukarkodnak a külföldiek dicséretével, a magukról alkotott elképzelésük miatt. A Cantiones sacrae és a Gradualia tisztán angyali és isteni. Minthogy őt a megfontoltság és kegyesség jellemzi igazán, kevéssé hajlik a könnyed madrigálok és canzonetták irányába, mégis a Virginellát és az első gyűjtemény néhány más darabját a legkiválóbb olaszok sem tudnák jobbá tenni.”
Végül a legérdekesebb: egy vélemény szerint Shakespeare misztikus allegorikus költeményében (A főnix és a gerle) a hivatkozás a leghangosabb madárra talán Byrdről szól. A költemény a maga teljességében egyébként elégia a katolikus mártír, St. Anne Line emlékére, akit 1601. február 27-én végeztek ki papok rejtegetése miatt.
Jóllehet Byrd komoly elismertségnek örvendett Angliában egész életében, zenéje – érdekes módon – sok szempontból hatástalan maradt. Bár tanítványai közé tartozott Peter Philips és Thomas Tomkins – mindketten aktív billentyűs szerzők – az első virginál iskola, amelybe oly sok energiát fektetett, számos haláleset miatt rohamos hanyatlásnak indult az 1620-as években, és többé nem lehetett talpra állítani.
Thomas Morley, Byrd másik zeneszerző tanítványa, a madrigálok komponálásában jeleskedett, mely műfaj Byrdöt kevéssé érdekelte. A latin zene ősi hagyománya, amelynek életben tartásáért Byrd igen sokat tett, többé-kevésbé kihalt vele, bár a konzort muzsika karaktere óriási változásokon ment át a Jakab-kor majd I.Károly uralkodása alatt, a professzionális muzsikusok keze alatt. A sors iróniája, hogy Byrd katolikus vallásos meggyőződése ellenére, anglikán egyházi zenéje került közelebb ahhoz, hogy hagyományt teremtsen, legalábbis abban az értelemben, hogy némelyiküket továbbra is előadták a Stuart-restauráció után egész a 18. századig.
Byrdnek kivételesen hosszú életében meg kellett tapasztalnia, hogy sok általa művelt vokális és hangszeres zenei forma elveszítette vonzerejét a muzsikusok többségének körében. A 18. és 19. századi antikváriusok erőfeszítései ellenére, megítélésének visszafordulására a 20. századi tudós Edmund Horace Fellowes úttörő munkájáig kellett várni. A legutóbbi időkben Joseph Kerman, Oliver Neighbour, Philip Brett, John Harley, Richard Turbet, Alan Brown, Kerry McCarthy és mások sokban hozzájárultak ahhoz hogy egyre jobban megismerjük és megértsük Byrd életét és zenéjét.
1999-ben a Hyperion Davitt Moroney-vel kiadta Byrd összes billentyűs muzsikáját (CDA66551/7; új kiadásban: CDS44461/7). Ez a kiadvány, amely a korai zene kategóriában elnyerte a Gramophone 2000 díjat és a német hanglemezkritikusok 2000. évi díját, Moroney százoldalas tanulmányával együtt jelent meg, a billentyűs muzsikáról. 2010-ben a Cardinall's Musick lemezre vételével (vezényelt: Andrew Carwood) vált teljessé Byrd latin egyházi zenéjének lemezkiadása. Ez időponttól, a tizenhárom lemezt tartalmazó sorozattal Byrd teljes latin egyházi zenéje elérhető vált lemezen.

## Tisztelgés
Stondon Massey-ben, a Szent Péter és Szent Pál-templom falán emléktáblát helyeztek el halálának 300. évfordulója alkalmából.
Byrd, John Merbecke és Thomas Tallis emlékét ünnepnap őrzi az Amerikai Egyesült Államok Episzkopális Egyházának liturgikus naptárában, november 21-én.

## Fordítás
- Ez a szócikk részben vagy egészben  a   William Byrd című angol Wikipédia-szócikk ezen változatának fordításán alapul.  Az eredeti cikk szerkesztőit annak laptörténete sorolja fel. Ez a jelzés csupán a megfogalmazás eredetét és a szerzői jogokat jelzi, nem szolgál a cikkben szereplő információk forrásmegjelöléseként.